# Berāsb
Berāsb (persiska: بِراسب, براسب) är en ort i Iran.   Den ligger i provinsen Västazarbaijan, i den nordvästra delen av landet, 600 km väster om huvudstaden Teheran. Berāsb ligger 1 528 meter över havet och antalet invånare är 815.
Terrängen runt Berāsb är kuperad österut, men västerut är den bergig.Runt Berāsb är det ganska tätbefolkat, med 129 invånare per kvadratkilometer. Närmaste större samhälle är Nergī, 11,9 km norr om Berāsb. Trakten runt Berāsb består i huvudsak av gräsmarker.